# Thiratoscirtus versicolor
Thiratoscirtus versicolor là một loài nhện trong họ Salticidae.
Loài này thuộc chi Thiratoscirtus. Thiratoscirtus versicolor được Eugène Simon miêu tả năm 1902.